# 顏國樑
顏國樑（英語：Johnny Ngan Kwok Leung，1953年5月17日—2024年5月25日），香港影視男演員，出身於邵氏兄弟南國實驗劇團第八期訓練班。2008年，顏國樑於無綫電視約滿後，淡出娛樂圈並轉行其他行業。

## 生平
顏國樑生於香港，為家中幼子，上有一名兄長。其父親曾在九龍塘牛津道英華書院（來港後）及葵涌中華基督教會全完中學（1970年代退休前為該校其中一名創校教師）任教英文及聖經科。顏國樑早年在澳門慈幼中學當小學部寄宿生。後來於1966年回到香港入讀英華書院。讀至中二時便基於無心向學而輟學。1968年，顏國樑報考邵氏兄弟南國實驗劇團第八期訓練班，與狄龍、于洋、韓國材、白彪、楊澤霖、陳觀泰、鄧光榮以及高雄等人成為同學。據顏國樑憶述，當時他年僅14歲半。為了報讀南國實驗劇團訓練班，他便報大自己年齡為15歲。其畢業證書及演員合約更是由鄒文懷以毛筆字親筆簽名。顏國樑甫從訓練班畢業即與于洋一同被派到麗的映聲為《狄娜與我》作伴舞演出。不過顏國樑只在邵氏電影公司當了一年演員，隨即於1969年以重返中學延續學業為由，跟邵氏一方解約。他同年通過熟人介紹加入香港電台，且接受廣播訓練。其同期播音班同學有潘志文、熊德誠、熊良錫、鍾炳霖、龍寶鈿、曾勵珍、葛劍青等人。
顏國樑曾在1970年獲狄娜介紹接演電影《滿天星斗》（夜總會場景中表演跳舞）。他於1970年代中期之前任職播音員，參與過廣播劇（例如《世界勾奇》特別版）、《警訊》及《教育電視》（旁白）等演出。及至1972年自覺收入不多而轉職香港商業電台。兩年後，即1974年希望增加收入，於是追隨任職警察的兄長步伐，改為轉投輔警行列3年。繼而於1977年成為正規警察，駐守油麻地警署。他當年之所以離開廣播界，原因出於與人不和。顏國樑不久於1979年受潘志文有關薪金多少的說話啟發而放棄武職，改任特約演員，於香港電台電視部短劇《執法者》中飾演警察。1980年代早期仍以特約演員身份於麗的電視服務，後獲所租住的廣播道寓所房東、無綫電視監製助理陳榮光引薦轉投無綫電視。首部劇集作品是應曾勵珍邀請出演的無綫電視長篇處境喜劇《香港八一至香港八六系列》中飾演貪婪蠱惑又勢利的經紀「陳積」（積少）一角，是1980年代最廣為香港人熟悉的角色之一，他亦因而有了「陳積」和「積少」的綽號。
1986年7月《香港八一至香港八六系列》完結後，顏國樑加入《歡樂今宵》。1987年，顏國樑參演當時在《歡樂今宵》內播映的劇集《季節》，他在劇中飾演的唐家偉是繼陳積後另一個受觀眾注意的角色。在1998年的無綫電視處境喜劇《真情》初中期，顏國樑以演出可愛的中年陳大勝一角而開始受到較年輕的觀眾廣泛認識，往後演出的戲份亦逐漸增加。顏國樑本身具喜感，比較著名的演繹角色有《十月初五的月光》的「全海景」、《皆大歡喜（古裝版）》及《皆大歡喜（時裝版）》的「石大川」、《滙通天下》的「馮應春」等。他除了連續劇之外，亦參演電影。在2008年，顏約滿無綫電視後離開，並轉行教授趙堡太極拳和出任「顏國樑趙堡太極拳會」的會長。2016年4月19日，顏國樑於一個網上電台節目透露已在上水新建街開設貓狗糧食商店「PETs 818」。該公司於2011年8月開業，到他離世前都親自經營。2017年至2018年，他短暫復出客串參演無綫劇集《賭城群英會》、邵氏兄弟劇集《守護神之保險調查》，以及ViuTV劇集《VR驅魔人》。
2021年，顏國樑曾接受藝人好友鄧英敏的訪問，亮相於鄧英敏開設的「老友鬼鬼」YouTube頻道。2022年，顏國樑證實患上聲帶鱗狀細胞癌，經歷治療過程後現身《萬千星輝賀台慶》，但其聲線亦因而變得沙啞。2023年8月，顏國樑同一位置的癌症復發，同年11月接受電療。至2024年4月，他曾偕同妻子霍潔貞亮相無綫電視TVB Plus綜藝節目《直播靈接觸》，接受主持梁思浩的訪問。席間談及有關霍潔貞請術士替顏國樑「續命」一事，於節目內表示同年1月因癌症復發而昏迷，留院半個月甦醒，及至同年5月25日晚上於伊利沙伯醫院因癌症導致肺炎病逝，享年71歲，其死訊經藝人好友鄧英敏證實。
顏國樑生前一直有吸煙習慣，由13歲開始持續至臨終為止。他於2013年參加了香港大學李嘉誠醫學院的「大體老師」計劃。 然而，在顏國樑逝世後，當其遺孀霍潔貞向香港大學醫學院「大體老師」計劃詢問捐贈事宜時，計劃職員則指因顏國樑遺體達190多磅，超過了捐贈要求的180磅，故香港大學醫學院未能接收顏國樑遺體，但計劃職員仍向霍潔貞建議可考慮捐贈顏國樑遺體至香港中文大學醫學院及生物醫學學院合辦的「無言老師」計劃。

## 個人生活
在劇集《季節》拍攝期間，有一幕林建明需要掌摑飾演他丈夫的顏國樑。但由於力度過猛，使顏國樑的脖子受傷而要入院治療達一個多月。之後他有一段時間都要頂著頸托來演出。工餘以外，顏國樑曾與李再唐、李永耀以及伍家廉組織一支樂隊「伍顏李李」玩音樂。
另外，顏國樑的外貌被認為和意大利球會國際米蘭前班主馬西莫·莫拉提相似。其配偶為前藝人霍潔貞，二人於1981年相識並交往，但直至2022年才正式結婚。

## 演出作品

### 電視劇（無綫電視）
| 首播   | 劇名                   | 角色     | 備註             |
| 1981年 | 香港八一至香港八六系列 | 陳積     | 劇集播映至1986年 |
| 1987年 | 季節                   | 唐家偉   |                  |
| 1989年 | 金裝季節               | 唐家偉   |                  |
| 1989年 | 公私三文治             | 何世聰   |                  |
| 1989年 | 陣陣驚心夜之隔世追魂   |          |                  |
| 1990年 | 富貴超人               | 甘吉祥   |                  |
| 1991年 | 我愛玫瑰園             | 范統     |                  |
| 1991年 | 幹探群英               | 馮偉強   |                  |
| 1992年 | 92鍾無艷               | 整容醫生 |                  |
| 1992年 | 壹號皇庭               | 辯護律師 |                  |
| 1993年 | 如來神掌再戰江湖       | 東島長離 |                  |
| 1993年 | 妙探出更               | 鄧家安   |                  |
| 1995年 | 真情                   | 陳大勝   | 劇集播映至1999年 |
| 2000年 | 十月初五的月光         | 全海景   |                  |
| 2001年 | 公私戀事多             | 朱滿堂   |                  |
| 2001年 | 皆大歡喜（古裝版）     | 石大川   | 劇集播映至2002年 |
| 2002年 | 七號差館               | 梁醫生   |                  |
| 2003年 | 皆大歡喜（時裝版）     | 石大川   | 劇集播映至2005年 |
| 2006年 | 人生馬戲團             | 凌大志   |                  |
| 2006年 | 飛短留長父子兵         | 陳坤     |                  |
| 2006年 | 滙通天下               | 馮應春   |                  |
| 2007年 | 天機算                 | 余德維   |                  |
| 2007年 | 學警出更               | 蔡利勤   |                  |
| 2008年 | 珠光宝气               | 吴监制   |                  |
| 2008年 | 千謊百計               | 關炳     |                  |
| 2008年 | 金石良緣               | 曹添     |                  |
| 2008年 | 與敵同行               | Jack董   |                  |
| 2009年 | 烈火雄心3              | 楊炳基   |                  |
| 2009年 | 美麗高解像             | 李泉開   |                  |
| 2017年 | 賭城群英會             | 圍村村長 |                  |

### 電視劇（麗的電視）
| 首播   | 劇名     | 角色   | 備註 |
| 1979年 | 奇女子   | 警官   |      |
| 1980年 | 浮生六劫 | 顏律師 |      |
| 1980年 | 人在江湖 | 黃遠輝 |      |
| 1981年 | 大昏迷   | 鄺律師 |      |
| 1981年 | 女媧行動 | 殺手   |      |

### 電視劇（其他）
| 首播   | 劇名                           | 角色   | 備註        |
| 1976年 | 獅子山下                       |        | 香港電台    |
| 1979年 | 「執法者」系列單元劇－紙盒藏屍 | 警察   | 香港電台    |
| 1993年 | 血比情濃                       |        | 馬來西亞HVD |
| 1994年 | 原則十二少                     |        | 馬來西亞HVD |
| 1996年 | 還有明天                       | 龍靖   | 馬來西亞HVD |
| 2018年 | 守護神之保險調查               | 陳李察 | 邵氏兄弟    |
| 2018年 | VR驅魔人                       | 達叔   | ViuTV       |

### 電影
- 1970年：滿天星斗
- 1981年：見錢眼開
- 1981年：不准掉頭
- 1981年：綠印
- 1983年：瘋狂八三 飾 陳積
- 1984年：好彩撞到你
- 1987年：A計劃續集 飾 陸警警員
- 1988年：點指賊賊
- 1988年：南北媽打 飾 曾監製
- 1989年：福星臨門 飾 朱
- 1990年：靚足100分
- 1990年：爛賭財神
- 1992年：性奴 飾 雷蒙
- 1994年：再見浪漫
- 2000年：賤男人週記 飾 韋小寶
- 2019年：好漢三條半

### 配音
- 2007年：羅拔神奇家族 飾 黑帽士
- 2007年：五星級大鼠 飾 黑麵
- 2010年：公主與青蛙 飾 霍博士

### 綜藝節目
- 1986年：歡樂今宵 飾 積少

## 外部連結
- 顏國樑在香港影庫上的簡介
- 焦慮症困擾逾十萬港人 （页面存档备份，存于）
- 顏國樑 FaceBook （页面存档备份，存于）